# Hec Leemans
Hector (Hec) Leemans (Temse, 28 januari 1950) is een Vlaamse striptekenaar en -auteur.

## Biografie
Leemans' eerste commerciële strip was een gagreeks rond Circus Maximus, begonnen in 1969. Deze strips verschenen in het Nederlandse stripblad Eppo (1977) en later ook in Robbedoes en in het weekblad Suske en Wiske.
Hij is vooral bekend van de stripreeks Bakelandt. Het eerste verhaal in deze reeks verscheen vanaf 20 oktober 1975 in de kranten Het Laatste Nieuws en De Nieuwe Gazet. Voor de scenario's was Daniël Jansens verantwoordelijk, maar na de dood van deze laatste nam Leemans ook de scenario's voor zijn rekening.
In 1990 begon hij met twee nieuwe reeksen: Nino, getekend door Dirk Stallaert, en Kowalsky.
In 1997 maakte Leemans een stripreeks met de figuren van de Eén-reeks F.C. De Kampioenen. Mede dankzij de enorme populariteit van de televisieserie, werd ook deze humoristische reeks met dezelfde titel een succes. Tom Bouden assisteert hem bij deze reeks. Hij bedacht ook het scenario van de strips van W817, gebaseerd op een televisiereeks op Ketnet. Leemans werkte ook mee aan de spin-off Vertongen & Co. In 2011 kwam hij met het idee voor een Kampioenen-film. Hij vormde een scenaristenteam met Bart Cooreman, Johan Gevers en An Swartenbroekx. Vanaf 18 december 2013 was de film Kampioen zijn blijft plezant in de zalen. In 2014 schreef hetzelfde scenaristenteam een verhaal voor de tweede Kampioenen-film.

## Prijzen
In 1977 werden Leemans en Daniël Jansens onderscheiden met de Stripgidsprijs (tegenwoordig de Bronzen Adhemar). Dit is de hoogste onderscheiding die men in Vlaanderen als stripauteur kan krijgen.

## Trivia
- Leemans heeft een cameo in het Kiekeboealbum Kies Kiekeboe als een vriendje van Fanny. Zijn naam is daar "Hector Leepmans".
- In het Neroalbum De bende van Lamu (1987) is in strook 31 de straatnaam "Rue Hector Leemans" te zien.
- In het album Jump Josefina, jump! uit de stripreeks En daarmee basta! komt Leemans zelf even tevoorschijn als bestuurder van een vrachtwagen, en in het album In goede en kwade dagen uit dezelfde reeks is hij te zien op een affiche.
- In het album "De rechtvaardige rechters" (Reeks Lefranc - 2021), wordt er verwezen naar Hector Leemans als een commissaris van de politie in Gent.